# Nagaland
Nagaland ist ein indischer Bundesstaat mit einer Fläche von 16.527 Quadratkilometern und knapp zwei Millionen Einwohnern (Stand 2011). Die Hauptstadt Nagalands ist Kohima, die offizielle Landessprache ist Englisch.
Benannt ist Nagaland nach der Volksgruppe der Naga.

## Geografie

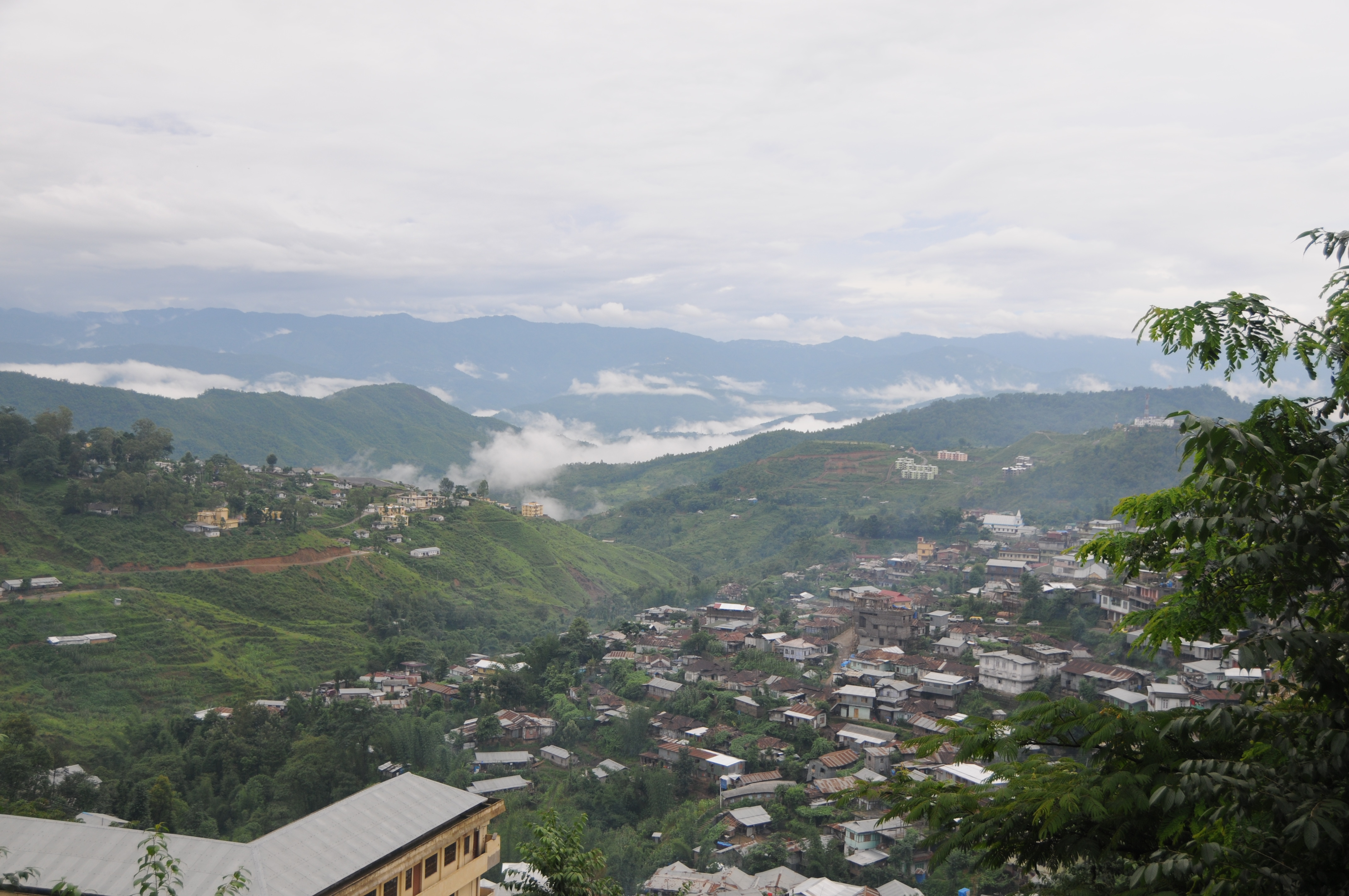
Blick auf Kohima, die Hauptstadt Nagalands

### Lage und Ausdehnung
Nagaland liegt im äußersten Nordosten Indiens zwischen 93° 20’ und 95° 15’ östlicher Länge und nördlich des Äquators zwischen 25° 6' und 27° 4' nördlicher Breite. Mit einer Fläche von 16,527 km² entspricht der Bundesstaat von der Größe her etwa dem deutschen Bundesland Thüringen oder dem österreichischen Bundesland Steiermark. Begrenzt wird Nagaland im Osten durch die internationale Staatsgrenze zu Myanmar. Im Norden grenzt es an den Bundesstaat Arunachal Pradesh, im Westen an Assam und im Süden an Manipur. Die Landesnatur ist durch Berg- und Hügelland geprägt. Die höchsten Erhebungen finden sich Richtung Nordosten. Höchster Berg ist der Saramati (3826–3841 m) und der zweithöchste der Japfü (3020–3043 m). Nagaland ist einer der sogenannten „Sieben Schwesterstaaten“, die den Nordosten Indiens ausmachen.

### Klima
Das Klima variiert entsprechend der wechselhaften Topografie. In den Regionen, die zwischen 1000 und 1200 Metern über dem Meeresspiegel liegen, ist das Klima subtropisch-warm bis heiß. Die durchschnittliche Jahrestemperatur liegt in den Tälern bei 23 °C bis 25 °C, in den etwas höhergelegenen Regionen bei 18 °C bis 20 °C. Der höchste Berg Saramati ist im Winter schneebedeckt. Das Klima ist stark durch den Monsun geprägt, der 5 Monate von Mai bis September andauert. Juni bis August sind die regenreichsten Monate und der kälteste Monat ist der Januar.

### Flora und Fauna

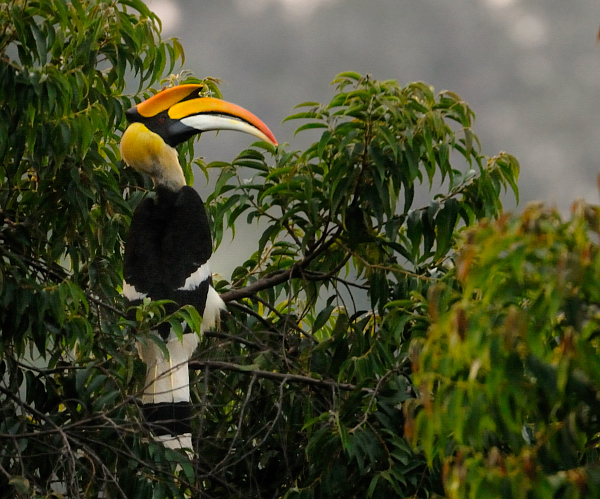
Der Doppelhornvogel gehört zur Fauna Nagalands

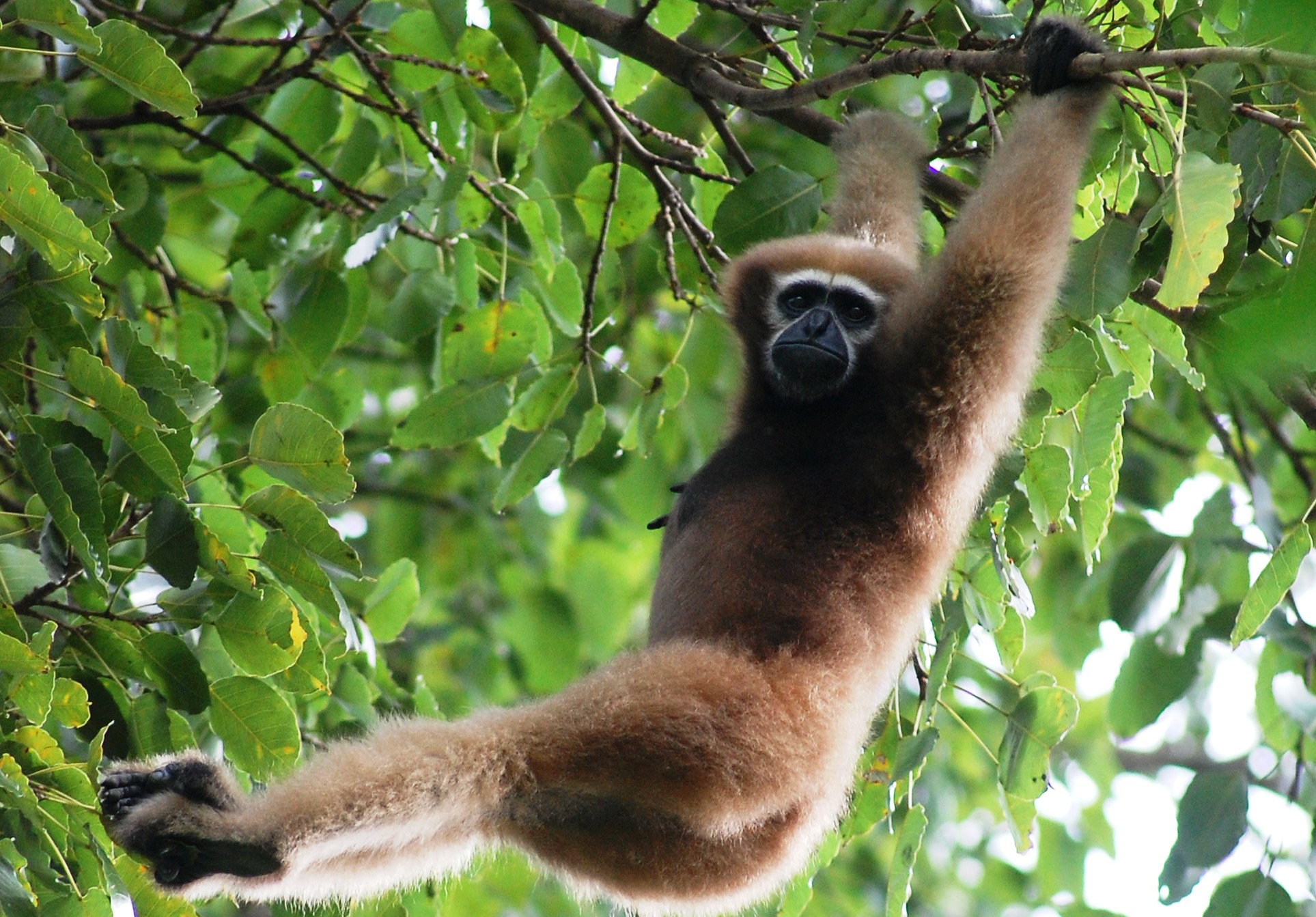
Hulocks (Weißbrauengibbons) sind eine der sieben in Nagaland vorkommenden Primatenarten

Entsprechend der sehr verschiedenen Klimazonen besitzt Nagaland eine sehr diversifizierte Fauna und Flora. Im Jahr 2013 waren nach offiziellen Angaben etwa 55 % der Landesfläche mit Wald bedeckt. Im Vergleich zu früheren Erhebungen hatten die Waldbestände deutlich abgenommen. Die Wälder reichen von immergrünem tropischen Regenwald über subtropischen Regenwald bis hin zu Nadelwäldern und alpinem Baumbestand in den höheren Bergregionen.
Mindestens 106 Säugetier-Spezies sind in Nagaland zu finden, darunter neun Insektenfresser, 34 Fledermausarten, sieben Primatenarten, ein Schuppentier, 34 Fleischfresser, der asiatische Elefant, sieben Arten von Huftieren und mindestens 12 Nagetierarten. Die sieben Primatenarten sind Sunda-Plumplori (Nycticebus coucang), Nördlicher Schweinsaffe (Macaca leonina), Rhesusaffe (Macaca mulatto), Assam-Makak (Macaca assamensis), Bärenmakak (Macaca arctoides), Kappenlangur (Trachypithecus pileatus) und der Hulock (Hylobates hoolock). Von den fünf vorkommenden kleineren Katzenartigen sind drei – Marmorkatze (Pardofelis marmorata), Asiatische Goldkatze (Catopuma temmincki) und Fischkatze (Prionailurus viverrinus) – extrem selten geworden. Der früher häufiger anzutreffende Königstiger ist extrem selten geworden, ebenso wie der Indische Leopard (Panthera pardus fusca) und der Nebelparder (Neofelis nebulosa). Das früher zu findende Sumatra-Nashorn ist ausgerottet und es gibt nur noch wenige Elefanten. Auch der Gaur ist sehr selten geworden. Nagaland verfügt über eine sehr reiche Vogelwelt mit geschätzt über 400 Arten. Von den Reptilien ist der Gangesgavial fast ausgerottet und auch einige Schildkröten- und Eidechsenarten sind stark dezimiert.

## Bevölkerung

### Übersicht
Nach der indischen Volkszählung 2011 hat Nagaland 1.980.602 Einwohner. Damit gehört Nagaland zu den kleineren Bundesstaaten Indiens. Die Bevölkerungsdichte Nagalands beträgt 119 Einwohner pro Quadratkilometer und liegt damit deutlich unter dem gesamtindischen Durchschnitt von 382 Einwohnern pro Quadratkilometer. 29,0 Prozent der Einwohner des Bundesstaates leben in Städten. Der Urbanisierungsgrad entspricht damit dem Landesdurchschnitt von 31,2 Prozent. Als einziger Bundesstaat Indiens hat Nagaland eine negative Bevölkerungsentwicklung: Zwischen 2001 und 2011 schrumpfte die Einwohnerzahl um 0,5 Prozent. Die Alphabetisierungsquote in Nagaland lag bei der Volkszählung 2001 mit 80,1 Prozent über dem Mittelwert Indiens (74,0 Prozent).
Die Lebenserwartung von Nagaland liegt bei 75,4 Jahren, 79,9 Jahren für Frauen und 71,5 Jahren für Männer (2019–21) während die Säuglingssterblichkeitsrate 3 pro 1.000 Geburten beträgt (2019), auf Augenhöhe mit den am weitesten entwickelten Ländern. Beide Gesundheitsindikatoren sind die besten unter indischen Staaten. Die Fruchtbarkeitsrate von 1,7 Kindern pro Frau (2019–21) liegt unter dem Reproduktionsniveau von 2,1.

### Einwohnerentwicklung
In den ersten Jahrzehnten des 20. Jahrhunderts (1901 bis 1941) wuchs die Bevölkerung nur schwach. Dies wegen Seuchen, Krankheiten und Hungersnöten. Zwischen 1941 und 2001 wuchs die Bevölkerung dann stark. Während die Bevölkerung in der Zeit von 1901 bis 1941 um rund 86,7 % zunahm, betrug das Wachstum in den drei Jahrzehnten zwischen 1971 und 2001 285,3 %. Die Bevölkerungsabnahme zwischen 2001 und 2011 ist für die schnell wachsende Bevölkerung in Indien sehr ungewöhnlich. Offizielle Bevölkerungsstatistiken der heutigen Gebiete sind seit 1901 bekannt und veröffentlicht. Grund für die ungewöhnlich starke Zunahme der Bevölkerung ab 1901 war lange Zeit die Zuwanderung ins dünn besiedelte Gebiet. Heutzutage ist es der Geburtenüberhang. Die Entwicklung verdeutlicht folgende Tabelle:
| Jahr      | 1901    | 1911    | 1921    | 1931    | 1941    | 1951    | 1961    | 1971    | 1981    | 1991      |
| Einwohner | 101.550 | 149.038 | 158.801 | 178.844 | 189.641 | 212.975 | 369.200 | 516.449 | 774.930 | 1.209.546 |

### Bedeutende Orte
In Nagaland gibt es insgesamt 26 Orte, die als Städte (towns und notified towns) gelten. In diesen Städten wohnen insgesamt 570.966 Menschen oder 28,86 % der Bevölkerung des Bundesstaats. Siedlungen mit mehr als 10.000 Einwohnern sind Dimapur, Kohima, Tuensang, Mokokchung, Wokha, Mon Town, Chümoukedima (früher Chumukedima), Zunheboto, Kiphire (16.487 Einwohner), Kuda (16.108 Einwohner), Kohima Village (15.734 Einwohner), Phek (14.204 Einwohner), Pfutsero (10.371 Einwohner) und Diphupar 'A' (10.246 Einwohner). Die größten Städte sind:

### Volksgruppen

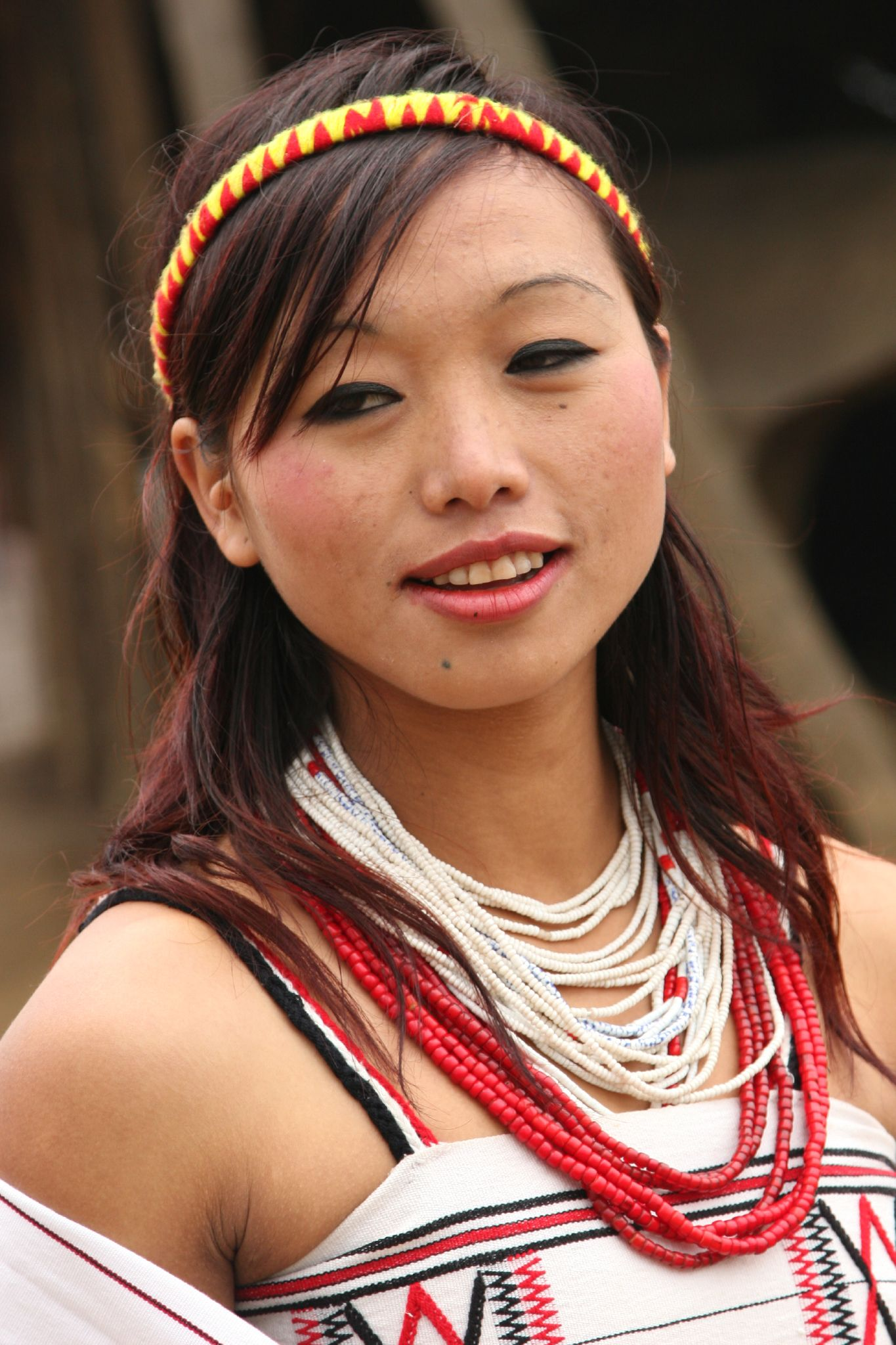
Junge Yimchungrü-Naga-Frau

Nagaland wird überwiegend von Naga besiedelt. Dabei handelt es sich um einen Oberbegriff für eine Gruppe von indigenen Völkern des indischen Nordostens. Indische Regierungsstellen zählen sie zu den „Stammesvölkern“, denen besondere Rechte zukommen (scheduled tribes/Adivasi). Alle scheduled tribes benötigen eine staatliche Anerkennung ihrer Volksgruppe. Deshalb gibt es in Nagaland mit den Garo (2011 2346 Personen), Kachari (2011 13.034 Personen), Kuki (2011 18.768 Personen), Mikir (2011 218 Personen) und Naga (2011 1.667.712 Personen) nur fünf scheduled tribes. Zu diesen 1.702.078 Menschen kommen noch weitere 8895 Menschen, die sich als Angehörige von scheduled tribes bezeichnen, die in Nagaland nicht staatlich anerkannt sind (Kategorie Generic tribes etc.). Nach der Volkszählung 2001 machten die Naga 87,5 Prozent der Bevölkerung des Bundesstaates aus und teilen sich auf 16 verschiedene Stämme auf. Bei der Volkszählung 2011 waren die Naga in 17 verschiedene Stämme mit 1.658.205 Angehörigen, der Kategorie Naga und unclassified Naga eingeteilt. Sie stellten zusammen 84,3 % der Gesamtbevölkerung. Die 17 Gruppen sind (in Größenordnung) die Konyak (237.568 Personen), Sema (236.313 Personen), Ao (226.625 Personen), Lotha (173.111 Personen), Chakhesang (154.874 Personen), Angami (141.732 Personen), Sangtam (74.994 Personen), Zeliang (74.877 Personen), Yimchungrü (66.972 Personen), Chang (64.226 Personen), Rengma (62.951 Personen), Khiamniungan (61.647 Personen), Phom (52.682 Personen), Pochury (21.948 Personen), Tikhir (7537 Personen), Chirr (138 Personen) und Makware (10 Personen). Daneben gibt es noch 267.529 Menschen, die zur Kategorie general population gehören. Diese Bezeichnung umschreibt die Kategorie der Bevölkerung, die weder zu den scheduled tribes noch zu den scheduled castes (Kastenlose oder in Selbstbezeichnung Dalit) gehören. Im Bundesstaat Nagaland gibt es keine Angehörigen der scheduled castes.

### Sprachen
A) Verteilung der Sprachgruppen
Die einheimische Bevölkerung benutzt Sprachen, die zur Gruppe der Kuki-Chin-Naga-Sprachen gehören. Die Zugewanderten sprechen meist Indoarische Sprachen. Viele Sprachen in Indien sind keine Einzelsprachen, sondern eine ganze Gruppen von Sprachen und Dialekten. In Nagaland gehören zur Sprache Hindi nicht weniger als 33 verschiedene Sprachen und Dialekte (Hindi oder Standardhindi und Bhojpuri sind die meistgesprochenen Sprachen dieser Gruppe). Mit Ausnahme von Garo, das den Bodo-Koch-Sprachen zugerechnet wird, gehören alle Sprachen der scheduled tribes zu den Zeme-Naga-Sprachen. Obschon in Indien bei der Volkszählung eine sehr hohe Zahl von Sprachgruppen, Sprachen und Dialekten ausgeschieden werden, wurden bei der Volkszählung 2011 241.257 Personen oder 12,19 % der Bevölkerung unter der Rubrik 124 (Others) registriert. Die meistverbreiteten Sprachgruppen sind::
Ergebnis der Volkszählung 2011 normal=einheimische Sprachen; kursiv: Zuwanderersprachen
| Sprachgruppe  | Anzahl  | Anteil  |
| ------------- | ------- | ------- |
| Konyak        | 244.135 | 12,34 % |
| Ao            | 231.084 | 11,68 % |
| Lotha         | 177.488 | 8,97 %  |
| Angami        | 151.883 | 7,68 %  |
| Chakru/Chokri | 91.010  | 4,60 %  |
| Sangtam       | 75.841  | 3,83 %  |
| Bengali       | 74.753  | 3,78 %  |

| Sprachgruppe | Anzahl | Anteil |
| ------------ | ------ | ------ |
| Yimchungre   | 74.156 | 3,75 % |
| Chang        | 65.632 | 3,32 % |
| Hindi        | 62.942 | 3,18 % |
| Khiemnungan  | 61.906 | 3,13 % |
| Rengma       | 61.537 | 3,11 % |
| Zeliang      | 60.399 | 3,05 % |
| Phom         | 53.674 | 2,71 % |

| Sprachgruppe | Anzahl | Anteil |
| ------------ | ------ | ------ |
| Nepali       | 43.481 | 2,20 % |
| Khezha       | 34.218 | 1,73 % |
| Pochury      | 21.446 | 1,08 % |
| Kuki         | 18.392 | 0,93 % |
| Chakhesang   | 17.919 | 0,91 % |
| Assami       | 17.201 | 0,87 % |
| Zemi         | 11.165 | 0,56 % |

B) Verteilung der Einzelsprachen
In Nagaland herrscht eine enorme Sprachenvielfalt. Die verschiedenen Naga-Stämme sprechen unterschiedliche tibetobirmanische Sprachen, deren Namen meist mit denen der entsprechenden Stämme identisch sind. Eine gegenseitige Verständigung ist unter den Sprechern der unterschiedlichen Naga-Sprachen nicht möglich. Nach der Volkszählung 2011 gibt es in Nagaland 18 Einzelsprachen, deren Sprecher jeweils mindestens ein Prozent der Gesamtbevölkerung ausmachen. Darunter sind 16 Naga-Sprachen, nämlich (absteigend nach der Anzahl der Sprecher sortiert) Konyak, Lotha, Ao, Chakru (Chokri), Sangtam, Chungli, Chang, Khiamniungan, Rengma, Zeliang, Yimchungrü, Phom, Mongsen, Angami, Khezha und Pochury.
Unter der nicht-indigenen Bevölkerung sind die Bengali, Hindi, Nepali und Assamesisch verbreitet. Als Verkehrssprache dient ein Nagamesisch genanntes Pidgin auf Grundlage des Assamesischen. Amtssprache des Bundesstaates ist Englisch.
Ergebnis der Volkszählung 2011 normal=einheimische Sprachen; kursiv: Zuwanderersprachen
| Sprache       | Anzahl  | Anteil  |
| ------------- | ------- | ------- |
| Konyak        | 244.135 | 12,34 % |
| Lotha         | 177.488 | 8,97 %  |
| Ao            | 114.588 | 5,79 %  |
| Chakru/Chokri | 91.010  | 4,60 %  |
| Sangtam       | 75.530  | 3,82 %  |

| Sprache     | Anzahl | Anteil |
| ----------- | ------ | ------ |
| Bengali     | 74.561 | 3,77 % |
| Chungli     | 69.045 | 3,49 % |
| Chang       | 65.632 | 3,32 % |
| Khiemnungan | 61.906 | 3,13 % |
| Rengma      | 61.537 | 3,11 % |

| Sprache    | Anzahl | Anteil |
| ---------- | ------ | ------ |
| Zeliang    | 60.399 | 3,05 % |
| Yimchungre | 56.399 | 2,85 % |
| Phom       | 53.674 | 2,71 % |
| Mongsen    | 47.304 | 2,39 % |
| Nepali     | 43.481 | 2,20 % |

| Sprache | Anzahl | Anteil |
| ------- | ------ | ------ |
| Angami  | 40.008 | 2,02 % |
| Khezha  | 34.118 | 1,72 % |
| Hindi   | 31.441 | 1,59 % |
| Pochury | 21.424 | 1,08 % |
| Kuki    | 18.389 | 0,93 % |

| Sprache    | Anzahl | Anteil |
| ---------- | ------ | ------ |
| Chakhesang | 17.919 | 0,91 % |
| Bhojpuri   | 14.289 | 0,72 % |
| Assami     | 13.103 | 0,66 % |
| Zemi       | 11.165 | 0,56 % |
| Tikhir     | 11.028 | 0,56 % |

### Religionen
Die vorherrschende Religion in Nagaland ist das Christentum. Nach der Volkszählung 2011 sind 88 Prozent der Einwohner des Bundesstaates Christen. Nagaland ist damit der indische Bundesstaat mit dem höchsten christlichen Bevölkerungsanteil und neben den ebenfalls im indischen Nordosten gelegenen Bundesstaaten Mizoram und Meghalaya einer von drei Bundesstaaten, in denen Christen die Bevölkerungsmehrheit stellen. Der hohe christliche Bevölkerungsanteil ist Folge der Christianisierung der Naga durch amerikanische Missionare ab dem späten 19. Jahrhundert. Die Mehrzahl der Christen in dem Bundesstaat sind Baptisten. Nagaland gilt als die Region mit dem weltweit höchsten baptistischen Bevölkerungsanteil. Unter der aus anderen Teilen Indiens zugewanderten Bevölkerung sind Hinduismus (8,7 Prozent) und Islam (2,5 Prozent) verbreitet.

## Geschichte

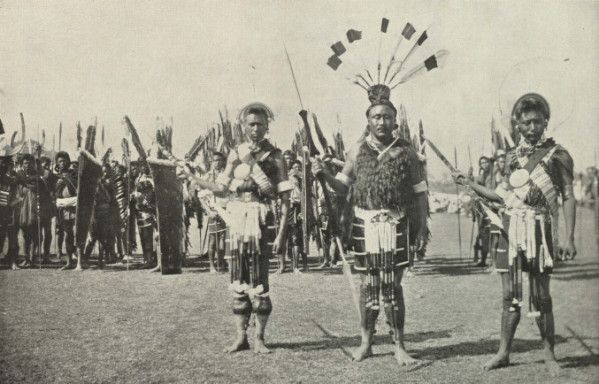
Naga-Krieger in voller Kriegsbemalung (ca. 1905)

Die genaue Herkunft der namensgebenden Naga-Stämme ist unbekannt. Eine Einwanderung aus Südwestchina, Südostasien oder den nördlichen mongolischen Regionen wird diskutiert. Die Naga waren bei der Entstehung des Ahom-Reiches in Assam 1228 schon im späteren Nagaland ansässig. Die Nagas lebten in kriegerischen Stammesgesellschaften und praktizierten unter anderem die Kopfjagd. Nach dem Ende des Ahom-Reiches in Assam kam dieses 1826 unter die Kontrolle der Britischen Ostindien-Kompanie. Die Nagas gerieten durch ihre Praxis, Raubzüge in das Tiefland zu unternehmen, in Konflikt mit den Briten und diese antworteten mit verschiedenen Strafexpeditionen nach Nagaland, die jedoch zu keiner dauerhaften Befriedung führten. Im Jahr 1866 errichtete die britisch-indische Administration in Samaguting (ab 1878 in Kohima) einen Verwaltungsposten, um das Gebiet administrativ zu organisieren. 1879/80 kam es zu einem landesweiten Aufstand, der durch britische Truppen im Gefecht von Khonoma niedergeschlagen wurde. Danach gaben die Naga ihren bewaffneten Widerstand weitgehend auf. In der Folgezeit kamen christliche Missionare ins Land, die einen großen Teil der Bevölkerung von den bisherigen ethnischen Religionen zum Christentum bekehrten. Ein Teil des Landes wurde durch die Briten als Distrikt organisiert (Naga Hills district), der weiter zum Bergland hin gelegene Teil blieb weitgehend unorganisiert (Naga tribal area). Formal unterstanden die Gebiete dem Gouverneur der Provinz Assam.
Im Zweiten Weltkrieg wurde das benachbarte Burma von japanischen Truppen besetzt. Auf dem Gebiet Nagalands fanden Kampfhandlungen statt, unter anderem die Schlacht um Kohima vom 4. April bis 22. Juni 1944, die den Beginn der britischen Gegenoffensive in Burma einleitete.

Der Bundesstaat Assam im Jahr 1950. In der indischen Verfassung wurden für die sogenannten Stammesgebiete (tribal areas) in Assam Sonderregelungen getroffen. Die Stammesgebiete wurden im Anhang 6 (sixth schedule) Abschnitt A und B (Part A & B) der Verfassung spezifiziert. Das spätere Nagaland zerfiel in den Naga Hills district („Naga-Bergland-Distrikt“) und die Naga tribal area („Naga-Stammesgebiet“). Nach der Vereinigung 1957 zur Naga Hills-Tuensang Area zählte das gesamte Gebiet als B-Stammesgebiet

Schon zu Zeiten Britisch-Indiens bewahrten sich die Naga ein ausgesprochenes Eigenbewusstsein. Dies kam in dem Memorandum vom 10. Januar 1929, das Naga-Führer der britischen Simon-Kommission vorlegten, zum Ausdruck. Darin erbaten die Nagas eine weitere Respektierung ihrer Sonderrechte durch die Kolonialadministration. Nach dem Ende der britischen Kolonialherrschaft 1947 schloss sich Nagaland Indien an. In den ersten Jahren nach der Unabhängigkeit forderten Naga-Politiker den Zusammenschluss aller Naga-Gebiete (die Teilung in Naga Hills district und Naga tribal area bestand weiter fort) sowie eine weitgehende Autonomie Nagalands und liebäugelten mit der vollständigen Unabhängigkeit. Es kam zu bewaffneten Auseinandersetzungen, die zum längeren Einsatz der indischen Armee führten.
Am 1. Dezember 1957 trat der Naga Hills-Tuensang Area Act, 1957 in Kraft, der aus Naga Hills district und Naga tribal area die Naga Hills-Tuensang Area (NHTA) formte, die den Status eines zentral direkt durch den Gouverneur von Assam administrierten Territoriums erhielt. Dieser Status stellte die Naga nicht zufrieden und die gewalttätigen Auseinandersetzungen zwischen den staatlichen Autoritäten und militanten Naga-Aktivisten gingen weiter. Die Auseinandersetzungen fanden weitgehend ihr Ende, als Nagaland am 1. Dezember 1963 mit Inkrafttreten des State Of Nagaland Act, 1962 ein eigener indischer Bundesstaat wurde.

## Politik

### Politisches System
Die Legislative des Bundesstaates Nagaland besteht aus einem Einkammernparlament, der Nagaland Legislative Assembly. Die 60 Abgeordneten des Parlaments werden alle fünf Jahre durch Direktwahl bestimmt. Das Parlament hat seinen Sitz in Kohima. Der Chief Minister (Regierungschef) Nagaland, wird vom Parlament gewählt. An der Spitze des Bundesstaats steht jedoch der vom indischen Präsidenten ernannte Gouverneur (Governor). Seine Hauptaufgaben sind die Ernennung des Chief Ministers und dessen Beauftragung mit der Regierungsbildung. Der für Nagaland zuständige höchste Gerichtshof ist der Gauhati High Court mit Sitz in Guwahati. Eine Zweigstelle besteht in Kohima.
Nagaland stellt jeweils einen Abgeordneten in der Lok Sabha, dem Unterhaus des indischen Parlaments, und im Oberhaus, der Rajya Sabha.

### Parteien
Nagaland wurde seit 2003 von der Regionalpartei Naga People’s Front (NPF) regiert. Bei der Parlamentswahl im Februar 2013 gewann sie mit 38 von 60 Sitzen die absolute Mehrheit. Die wichtigste Oppositionspartei war die Kongresspartei, die sechs Abgeordnete stellte. Weiterhin im Parlament vertreten waren die Nationalist Congress Party (NCP) mit vier Sitzen, die Bharatiya Janata Party (BJP) und die Janata Dal (United) (JD(U)) mit jeweils einem Sitz sowie sieben unabhängige Kandidaten. Als Ergebnis der Wahl wurde der NPF-Politiker Neiphiu Rio im Amt bestätigt. Nachdem Rio in die Lok Sabha eingezogen war, ersetzte ihn sein Parteikollege T. R. Zeliang am 24. Mai 2014 als Chief Minister Nagalands. Auch bei den gesamtindischen Parlamentswahlen 2004, 2009 und 2014 gewann die NPF den Wahlkreis Nagaland.
Am 22. November 2015 schlossen sich alle 8 Abgeordneten der Kongresspartei im Parlament der Regierungspartei NPF an, so dass danach alle Parlamentsabgeordneten der regierenden Koalition angehörten.
Im Januar 2017 entzündeten sich öffentliche Proteste an der Frage einer Frauenquote von 33 % bei Wahlen zu Gemeindeparlamenten. Verschiedene Stammesorganisationen machten geltend, dass die in der Verfassung Indiens verankerte Quote die Verfassungsklausel 371A verletze, die politische und soziale Gepflogenheiten der Nagas unter besonderen Schutz stellt. Am 31. Januar 2017 wurden bei Auseinandersetzungen in Dimapur zwei Jugendliche getötet. Weitere Unruhen und Generalstreiks (bandhs) erzwangen am 19. Februar 2017 den Rücktritt von Chief Minister T. R. Zeliang. Sein Nachfolger wurde am 22. Februar 2017 Shurhozelie Liezietsu. T. R. Zeliang sammelte daraufhin seine Anhänger in der NPF-Fraktion und leitete eine innerparteiliche Revolte gegen seinen Nachfolger. Trotz Parteiausschluss aus der NPF schaffte er es, genügend Unterstützung unter den Parlamentsabgeordneten zu gewinnen, so dass er am 19. Juli 2017 erneut zum Chief Minister ernannt wurde. Liezietsu und Zeliang einigten sich in der Folgezeit wieder und vereinten ihre politischen Kräfte um ein politisches comeback des früheren Parteivorsitzenden Neiphiu Rio in Nagaland zu verhindern.
Bei der Parlamentswahl in Nagaland am 27. Februar 2018 kam es zu erheblichen Verschiebungen im Parteienspektrum. Die Bharatiya Janata Party (BJP), die bei der Wahl 2013 nur einen einzigen der 60 Wahlkreise gewinnen konnte, gewann diesmal 12. Die NPF kam auf 27, die Nationalist Democratic Progressive Party (NDPP), eine mit der BJP verbündete Abspaltung der NPF, kam auf 16 Mandate. Zwei Mandate gewann die National People’s Party (NPP) und je ein Mandat erhielten ein Unabhängiger, sowie ein Kandidat der Janata Dal (United).
Am 8. März 2018 wurde der NDPP-Parteiführer Neiphiu Rio durch den Gouverneur zum neuen Chief Minister ernannt. Seine Regierung wird wesentlich durch die BJP gestützt.

## Verwaltungsgliederung
Der Bundesstaat Nagaland ist in folgende elf Distrikte untergliedert (Einwohnerzahl und Bevölkerungsdichte nach der Volkszählung 2011):

Distrikte von Nagaland

| Distrikt   | Verwaltungssitz | Fläche    | Einwohner (2011) | Bev.- dichte |
| ---------- | --------------- | --------- | ---------------- | ------------ |
| Dimapur    | Dimapur         | 926 km²   | 379.769          | 410 Ew./km²  |
| Kiphire    | Kiphire         | 1.122 km² | 74.033           | 66 Ew./km²   |
| Kohima     | Kohima          | 1.268 km² | 270.063          | 213 Ew./km²  |
| Longleng   | Longleng        | 568 km²   | 50.593           | 89 Ew./km²   |
| Mokokchung | Mokokchung      | 1.610 km² | 193.171          | 120 Ew./km²  |
| Mon        | Mon             | 1.791 km² | 250.671          | 140 Ew./km²  |
| Peren      | Peren           | 1.726 km² | 94.954           | 55 Ew./km²   |
| Phek       | Phek            | 2.016 km² | 163.294          | 81 Ew./km²   |
| Tuensang   | Tuensang        | 2.187 km² | 196.801          | 90 Ew./km²   |
| Wokha      | Wokha           | 1.630 km² | 166.239          | 102 Ew./km²  |
| Zunheboto  | Zunheboto       | 1.259 km² | 141.014          | 112 Ew./km²  |

## Wirtschaft
Mit einem Wert von 0,681 erreicht Nagaland 2015 den 11. Platz unter den 29 Bundesstaaten Indiens im Index der menschlichen Entwicklung.

### Landwirtschaft

Reisterrassen bei Pfutsero in Nagaland

Die Wirtschaft Nagalands ist immer noch relativ stark durch die Landwirtschaft geprägt. In diesem Sektor waren 2011 45,5 % der Bevölkerung beschäftigt. Der Beitrag des primären Sektors zur gesamten volkswirtschaftlichen Wertschöpfung nimmt allerdings laufend ab und betrug im Jahr 2022/23 etwa 24,6 % Betrieben wird vor allem Terrassenreisanbau, Nassreisanbau und traditionelle Brandrodung. Reis ist das wichtigste angebaute Grundnahrungsmittel und wird auf etwas mehr als 50 % der landwirtschaftlich genutzten Fläche angebaut. Die Gesamtreisproduktion lag im Jahr 2016/17 bei 478.210 Tonnen. Deutlich ansteigend und durch die Regierung gefördert ist der Anbau von Obst und Gemüse. Zwischen 2011/12 und 2014/15 stieg die Produktion um 85 bzw. 117 %. Angebaut werden Ananas, Bananen, Zitrusfrüchte, Zitronengräser, Passionsfrucht, Schwarzer Kardamom, Kurkuma, Papaya und Litschi. An Plantagenfrüchten werden Kokosnuss, Betelnuss, Cashewnuss und Kaffeebohnen geerntet. Auch der Zierpflanzenbau spielt mit der Produktion von Rosen, Lilien, Inkalilien, Flamingoblumen, Gerbera und Orchideen eine Rolle.
Die offizielle Statistik zählte im Jahr 2012 3,2 Millionen Nutztiere, darunter etwa eine halbe Million Schweine, 2 Millionen Haushühner, und 235.000 Rinder. Im Jahr 2015/16 lag der Verbrauch an Fleisch, Eiern und Milch etwa 50 Prozent höher als die eigene Produktion, so dass dies wesentliche Importgüter sind. Durch die Regierung wird daher die Nutztierhaltung, insbesondere Schweinezucht gefördert.

Wald-Typen in Nagaland:

Die gesamte Waldfläche wurde 2013 auf 13.347 km² beziffert, was etwa 80,5 % der Fläche des Bundesstaats entsprach. Davor wurden allerdings nur 134 km² als „sehr dichter Wald“ klassifiziert, 28,3 % als „mäßig dicht“ und 42,1 % als „offener Wald“. Den höchsten Anteil an Waldfläche hatte der Distrikt Kohima (87 %), den niedrigsten der Distrikt Dimapur (54 %). Als ein Problem wird die schnell voranschreitende Entwaldung gesehen.

### Handel, Gewerbe und Industrie sowie mineralische Rohstoffe
Obwohl sich die Regierungen Nagalands seit Jahren bemühen, insbesondere exportorientierte Gewerbe und Industrien anzusiedeln, sind die Erfolge bisher eher bescheiden. Die Industrie ist gering entwickelt. Es dominieren dabei textilverarbeitende Betriebe und solche, die landwirtschaftliche Produkte verarbeiten.
Nagaland gilt als reich an mineralischen Rohstoffen. Dazu zählen Erdöl- und Erdgasvorräte im Nordwesten entlang der Grenze zu Assam, deren Vorräte auf 600 Millionen Tonnen geschätzt werden. Die Kohlelagerstätten werden auf 317 Millionen Tonnen veranschlagt, Kalkstein und Marmorressourcen auf 1000 Millionen Tonnen. Hinzu kommen etwa 5 Millionen Tonnen an verschiedenen Buntmetallen (Nickel, Kobalt und Chrom), andere Metalle wie Zink und Molybdän, sowie möglicherweise auch Edelmetallvorkommen (Gold, Platin) in den südwestlichen Distrikten Phek, Kiphire und Tuensang.

### Tourismus

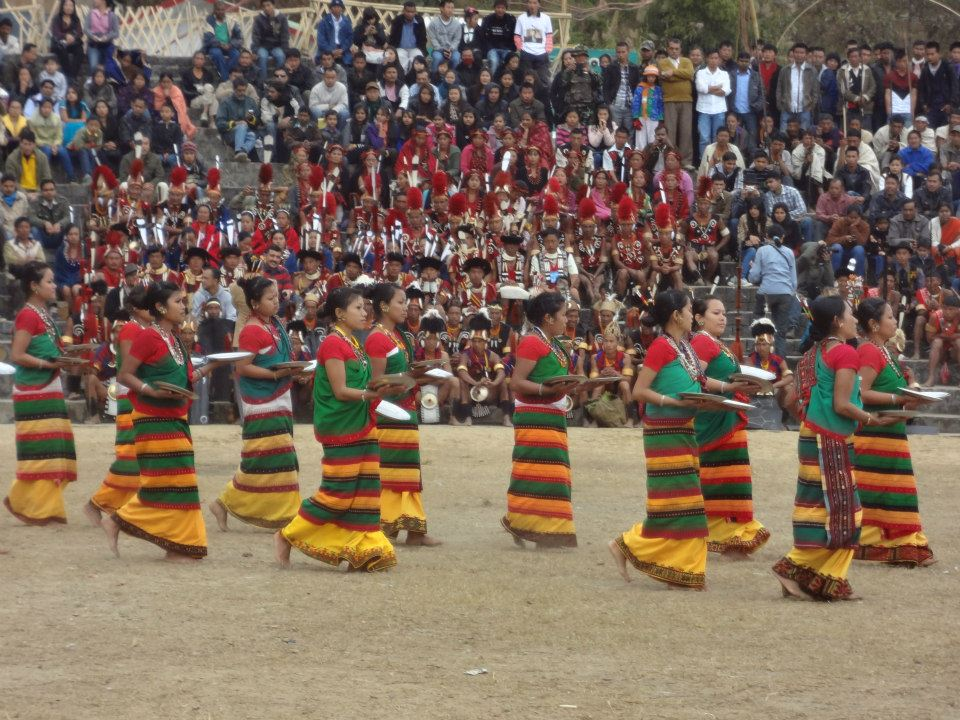
Nagas in traditioneller Kleidung bei einem Tanz auf dem Hornbill-Festival

Dem Tourismus wird ein großes Wachstumspotential eingeräumt. Bisher ist er nur gering entwickelt. In der Saison 2016–2017 wurde Nagaland von 58.178 einheimischen und 3260 auswärtigen Touristen besucht. Ein Haupt-Touristenmagnet ist das jährliche Hornbill Festival im Dezember. In Nagaland gilt seit 1989 die Prohibition, d. h. der Kauf alkoholischer Getränke ist nicht legal möglich. Der private Konsum ist nicht strafbar und die Kontrollen sind nach Berichten sehr oberflächlich.

### Infrastruktur

#### Straßen und Eisenbahnen

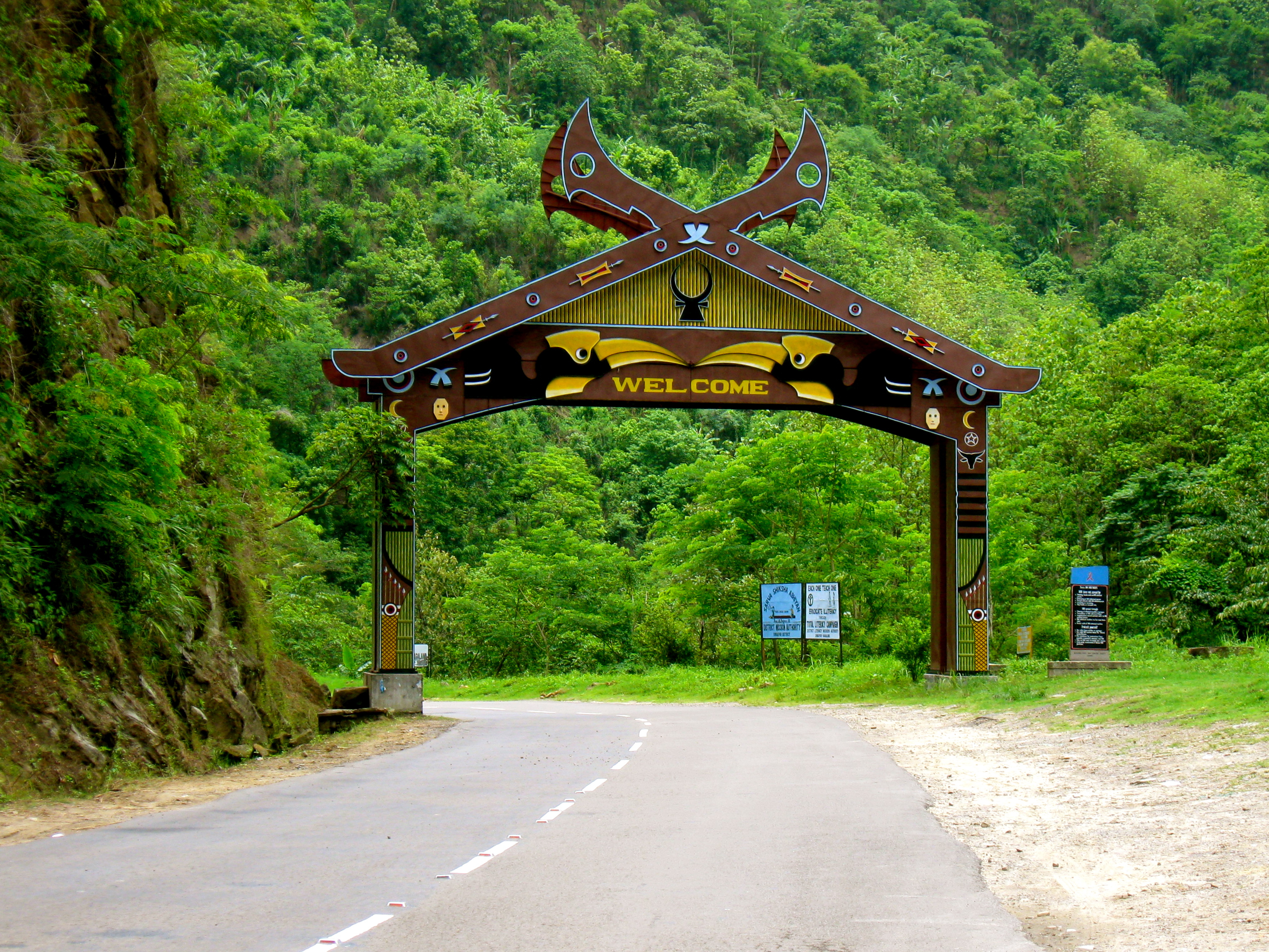
Straße kurz vor Kohima

Der Straßentransport hat in Bezug auf die Transportinfrastruktur die größte Bedeutung. 2016/16 gab es 12.080 Kilometer Straßen. Hinzu kamen 1546,7 km National Highways. Im August 2016 legte der damalige Eisenbahnminister Suresh Prabhu den Grundstein für die 88 km lange Eisenbahnlinie Dimapur-Zubza-Kohima. Der Baubeginn hatte sich wegen Eigentumsfragen um 6 Jahre verzögert.

#### Flugverkehr

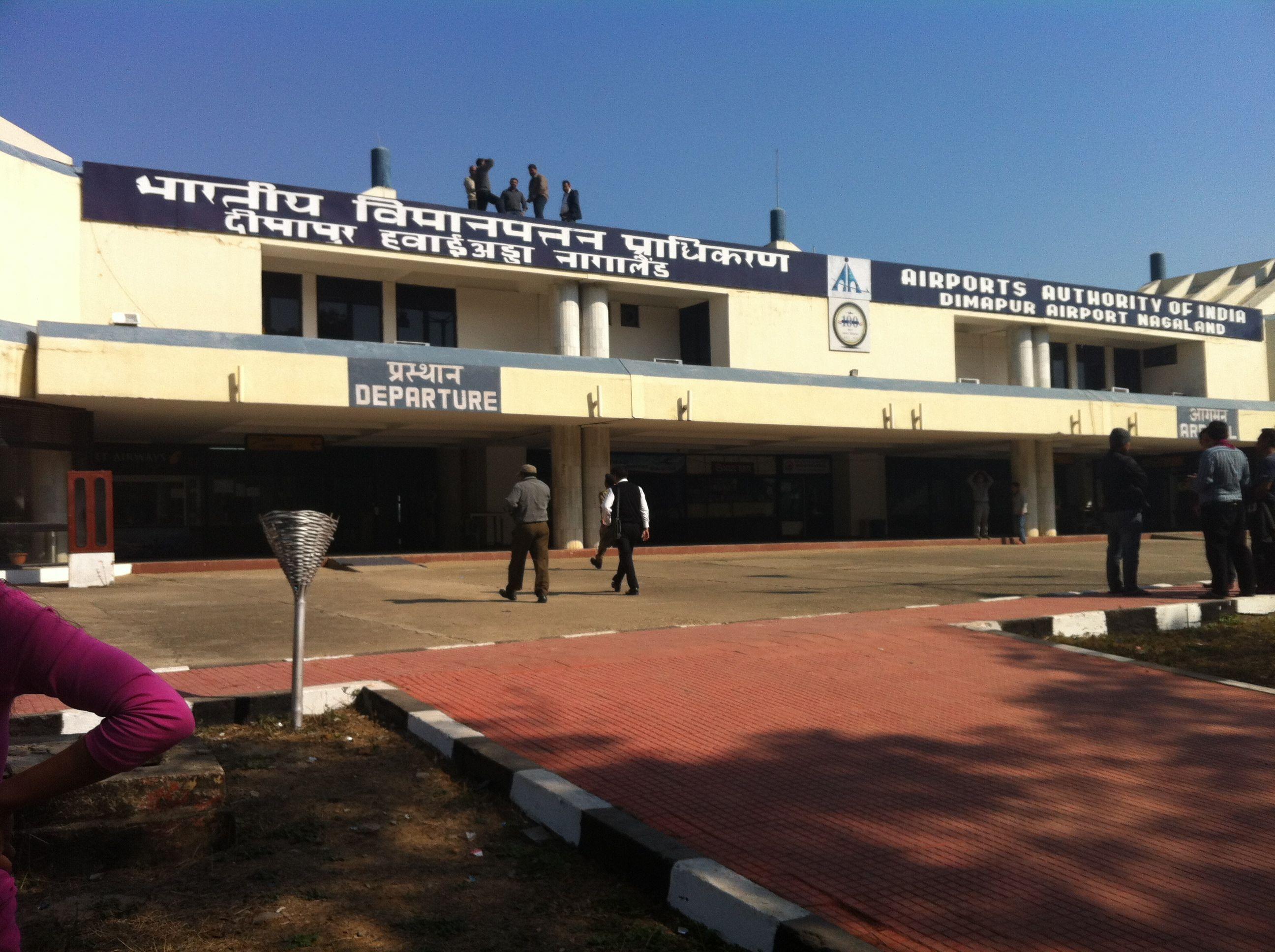
Abfertigungshalle des Flughafens Dimapur

Innerhalb Nagalands hat der Flugverkehr nur geringe Bedeutung (es gibt einige wenige Hubschrauberverbindungen). Der einzige größere Flughafen ist der Flughafen Dimapur, der 7 km von Dimapur und etwa 70 km von Kohima entfernt ist. Von hier gibt es Linienflüge nach Kolkata in Westbengalen und Dibrugarh in Assam.

#### Stromversorgung
Im Jahr 2015/16 wurde elektrische Energie zu 59 Prozent aus Wasserkraft, 17 % aus Kohle und 24 Prozent aus Gas gewonnen. In der regenarmen Jahreszeit (November bis Mai) reduziert sich der Anteil der Wasserkraft auf etwa 30 Prozent, wodurch es wiederholt zu Engpässen kam. Andererseits können in der regenreichen Monsunperiode aufgrund von unzureichender Stromnetze die maximalen Kapazitäten gar nicht ausgenutzt werden. Der Spitzenbedarf lag 2015/16 bei 156 MW und es wurde geschätzt, dass dieser bis zu den Jahren 2020 und 2030 auf 250 MW bzw. 500 MW ansteigen wird. 2015/16 waren von den 436.217 Haushalten 141.049 (32 %) noch nicht elektrifiziert, davon 24.566 in städtischen und 116.483 in ländlichen Regionen.

#### Postwesen
Das Postwesen wurde kontinuierlich ausgebaut. Im Jahr 2014/15 gab es 328 Postämter.

## Naturparks und Naturschutz
Nagaland hatte im Jahr 2016 einen Nationalpark und drei Wildreservate (Wildlife Sanctuaries). Der Umweltschutzgedanke dringt durch großangelegte Aufklärungsprogramme und durch die Einbeziehung der lokalen Bevölkerung allmählich in das Allgemeinbewusstsein. Ein Beispiel hierfür ist der weitgehende Rückgang der Jagd auf den Amurfalken, der früher in einer Zahl von bis zu etwa 100.000 jährlich in großen Netzen gefangen und getötet worden war. Nach internationalen Protesten wurde die Jagd verboten und ein großangelegtes Erziehungsprogramm begonnen, so dass die Zugvögel seit 2013 wieder weitgehend ungehindert durch Nagaland fliegen.
| Nr. | Name                          | Fläche (ha) | Gesetzliche Grundlage/Jahr der Einrichtung |
| --- | ----------------------------- | ----------- | ------------------------------------------ |
| 1   | Intangki National Park        | 20.200      | 1975 (als Intangki Wildlife Sanctuary)     |
| 2   | Singphan Wildlife Sanctuary   | 2.357       | The Wildlife (Protection) Act, 1972        |
| 3   | Puliebadze Wildlife Sanctuary | 923         | Nagaland Jhum Act, 1974                    |
| 4   | Fakim Wildlife Sanctuary      | 640         | Wildlife (protection) Act, 1972            |